# 17081 Jaytee
17081 Jaytee è un asteroide della fascia principale. Scoperto nel 1999, presenta un'orbita caratterizzata da un semiasse maggiore pari a 2,3149192 au e da un'eccentricità di 0,2141393, inclinata di 6,41393° rispetto all'eclittica.
L'asteroide è dedicato all'astronomo statunitense Joseph T. Williams, attraverso la forma in pronuncia inglese delle iniziali dei suoi due nomi.
Nel 2021 ne è stata scoperta la probabile natura binaria, senza tuttavia assegnare un nome pur provvisorio al satellite. Le due componenti del sistema, distanti tra loro 7,5 km, avrebbero dimensioni di circa 4,37 e 1,14 km. Il satellite orbiterebbe attorno al corpo principale in 0,6909 giorni.